# Нагль, Франц Ксавер
Франц Ксавер Нагль (нем. Franz Xaver Nagl; 26 ноября 1855, Вена, Австрийская империя — 4 февраля 1913, там же) — австро-венгерский кардинал. Епископ Триесте и Каподистрии с 2 июня 1902 по 19 января 1910. Титулярный архиепископ Тира и коадъютор Вены, с правом наследования, с 19 января 1910 по 5 августа 1911. Архиепископ Вены с 5 августа 1911 по 4 февраля 1913. Кардинал-священник с 27 ноября 1911, с титулом церкви Сан-Марко со 2 декабря 1912.